# Wehrlit
Werhelit (werlit) – ultrazasadowa skała pochodzenia magmowego z grupy perydotytów. Zasobna w żelazo, a uboga w alkalia: sód i potas.
Złożona głównie z oliwinu i klinopiroksenu (zwykle diallagu). Dodatkowo występuje w niej ortopiroksen, magnetyt, tytanit.
Typowy miejscem występowania wehrlitów jest wieś Szarvaskő na Węgrzech.